# ビジャマニン
ビジャマニン（Villamanín）は、スペイン、カスティーリャ・イ・レオン州、レオン県の自治体。県都レオンから、国道630号線をアストゥリアス州方面に46km北上したところに位置する。自治体内にベルネスガ川の源流がある。

## 地理
ビジャマニンは山間部、標高1,000mから2,000mの間に位置し（最高地点はフォントゥン山頂で1,948m）、石灰岩、砂岩、苦灰岩、粘板岩などから成る古生代の地質の上にある。1916年銅とコバルトの採掘が開始され（プロビデンシア鉱山）、またビジャマニータ（Villamaninita）と名付けられた世界でここだけで発見された鉱物も採掘され、鉄道によって運び出された。ローマ人たちは隣接自治体のカルメネスにあるラ・プロフンダ鉱山から、銅とコバルトを採掘しており、国道630号線沿いにあった工房で加工していた。

### 人口
| ビジャマニンの人口推移 1981－2012                       |
|                                                         |
| 出典:INE（スペイン国立統計局）1900年 - 1991年、1996年 - |

### 集落
ビジャマニンは中心市街地区のビジャマニン・デ・ラ・テルシアのほかに、18の集落によって構成される。
- アルバス・デル・プエルト
- バリオ・デ・ラ・テルシア
- ブスドンゴ・デ・アルバス
- カンプロンゴ・デ・アルバス
- カサーレス・デ・アルバス
- クビージャス・デ・アルバス
- フォントゥン・デ・ラ・テルシア
- ゴルペハール・デ・ラ・テルシア
- ミジャーロ・デ・ラ・テルシア
- ペンディージャ・デ・アルバス
- ポラドゥーラ・デ・ラ・テルシア
- ロディエスモ・デ・ラ・テルシア
- サン・マルティン・デ・ラ・テルシア
- トニン・デ・アルバス
- ベリージャ・デ・ラ・テルシア
- ベントシージャ・デ・ラ・テルシア
- ビアダンゴス・デ・アルバス
- ビジャマニン・デ・ラ・テルシア
- ビジャヌエバ・デ・ラ・テルシア

## 政治
自治体首長はカスティーリャ・イ・レオン国民党（Partido Popular de Castilla y León、PPCyL）のオスカル・グティエレス・アルバレス（Óscar Gutiérrez Álvarez ）で、自治体評議員はカスティーリャ・イ・レオン国民党：5、カスティーリャ・イ・レオン社会党（Partido Socialista de Castilla y León、PSCyL）：3、レオン住民連合：1となっている（2011年5月22日の自治体選挙結果、得票順）。
| 1999年6月13日自治体選挙 |        |        |          |
| 政党                    | 得票数 | 得票率 | 獲得議席 |
| PP                      | 402    | 45.58% | 5        |
| PSOE                    | 307    | 34.81% | 3        |
| IU-CYL                  | 104    | 11.79% | 1        |
| UPL                     | 60     | 6.80%  | 0        |

| 2003年5月25日自治体選挙 |        |        |          |
| 政党                    | 得票数 | 得票率 | 獲得議席 |
| PP                      | 355    | 41.18% | 4        |
| PSOE                    | 352    | 40.84% | 4        |
| UPL                     | 123    | 14.27% | 1        |

| 2007年5月27日自治体選挙 |        |        |          |
| 政党                    | 得票数 | 得票率 | 獲得議席 |
| PP                      | 466    | 54.50% | 5        |
| PSOE                    | 360    | 42.11% | 4        |

| 2011年5月22日自治体選挙 |        |        |          |
| 政党                    | 得票数 | 得票率 | 獲得議席 |
| PP                      | 422    | 49.30% | 5        |
| PSOE                    | 269    | 31.43% | 3        |
| UPL                     | 85     | 9.93%  | 1        |
| IU-CYL                  | 61     | 7.13%  | 0        |

### 司法行政
ビジャマニンはレオン司法管轄区に属す。

## 経済
ビジャマニンの主要な経済活動は鉱業、サービス業、牧畜業である。また、アストゥリアス州のバルグランデ＝パハーレススキー場まで、14kmの距離にある。

## 著名出身者
- アンヘラ・ルイス・ロブレス（Ángela Ruiz Robles、1895 - 1975）－教育者、発明家。電子書籍の先駆けともいえる、Enciclopedia Mecánica（機械式百科事典）を製作（1949年）。
- アマンシオ・オルテガ・ガオーナ（1936 - ）－企業家、インディテックスの創設者。